# Оринџ (Конектикат)
Оринџ (енгл. Orange) насељено је место без административног статуса у америчкој савезној држави Конектикат.

## Демографија
По попису из 2010. године број становника је 13.956, што је 723 (5,5%) становника више него 2000. године.
| Група             | 2000.          | 2010.          |
| Белци             | 12.312 (93,0%) | 12.120 (86,8%) |
| Афроамериканци    | 104 (0,8%)     | 202 (1,4%)     |
| Азијати           | 508 (3,8%)     | 1.047 (7,5%)   |
| Хиспаноамериканци | 190 (1,4%)     | 398 (2,9%)     |
| Укупно            | 13.233         | 13.956         |